# Bil'in
Bil'in (àrab: بلعين, Bilʿīn) és una vila palestina en la governació de Ramal·lah i al-Bireh, al centre de Cisjordània, situada 12 kilòmetres a l'oest de Ramal·lah. Segons l'Oficina Central d'Estadístiques de Palestina (PCBS), tenia 2.177 habitants en 2016. És coneguda internacionalment per les protestes contra l'ocupació israeliana i el seu líder comunitari, Abdullah Abu Rahmah, qui encapçala les protestes setmanals, està acusat d'allò que l'acusació ha anomenat «delicte ideològic» de prendre accions il·legals a Cisjordània.

## Història

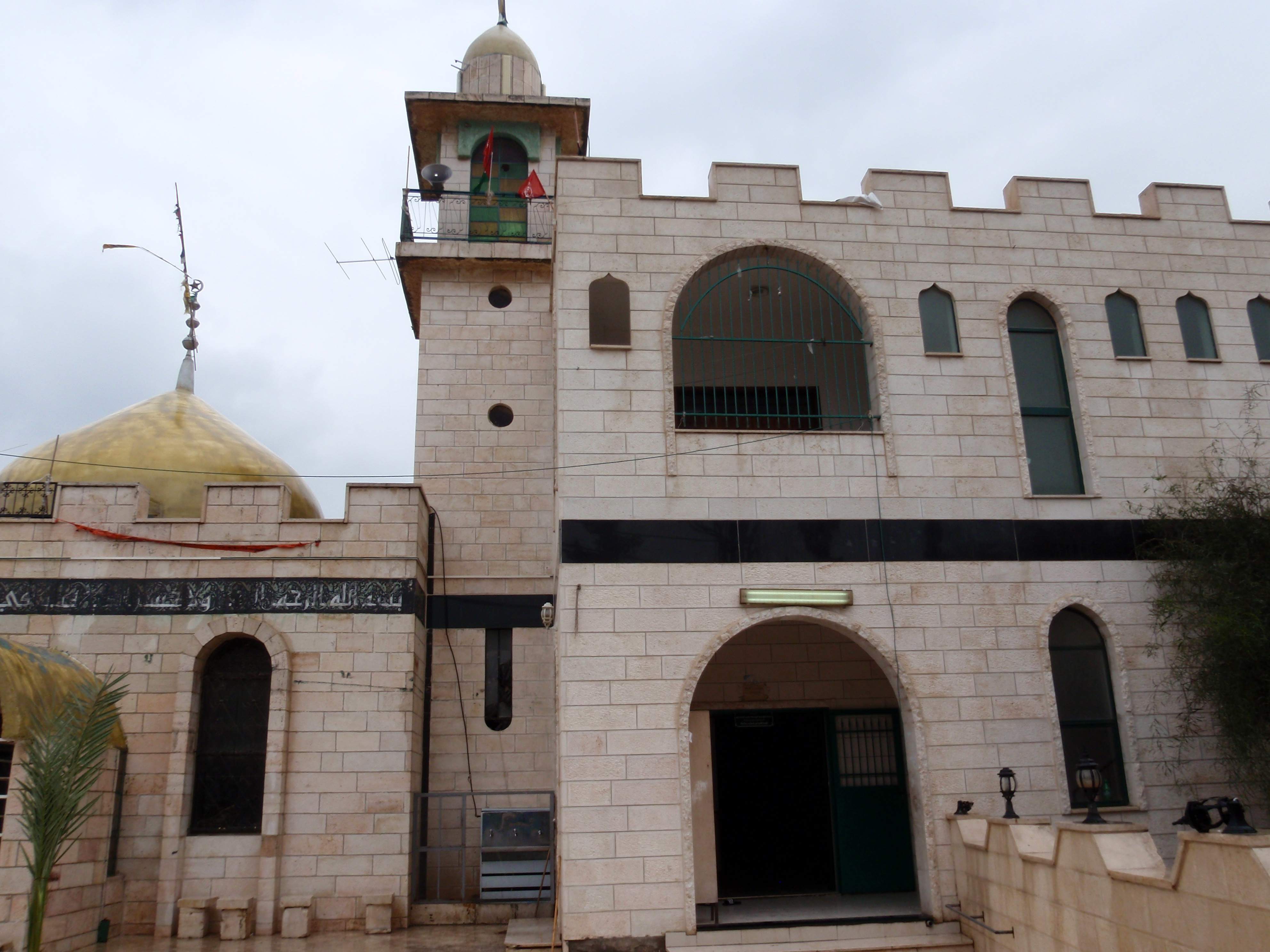
Principal mesquita de Bil'in

S'hi ha trobat ceràmica dels períodes l'hel·lenístic, romà d'Orient, croada / aiúbida, i mameluc.

### Època otomana
S'han trobat pots del primer període otomà.
En 1863 l'explorador francès Victor Guérin la va veure des de la distància i la descriure com un vilatge petit, mentre que una llista oficial de viles otomanes de 1870 mostra 32 cases i una població de 147, tot i que el recompte de població incloïa només homes. En 1882 el Survey of Western Palestine del Fons per a l'Exploració de Palestina va descriure Bil'in (aleshores anomenada Belain) as "com "un petit llogaret al costat d'un turó".

### Època del Mandat Britànic
En el cens de Palestina de 1922, organitzat per les autoritats del Mandat Britànic, la població de Bil'in eera de 133 musulmans, incrementats en el cens de 1931 a 166 musulmans en un total de 39 cases.
En 1945 la vila tenia 210 habitants, tots musulmans en una àrea total de terra de 3.992 dúnams, segons una enquesta oficial de terra i població. D'aquests, 1,450 dúnams eren per plantacions i regadiu, 800 eren per a cereals, mentre 6 dúnams eren sòl edificat.

### Després de 1948
En la vespra de guerra araboisraeliana de 1948, i després dels acords d'armistici araboisraelians de 1949, Bil'in fou ocupada pel regne haixemita de Jordània. Després de la Guerra dels Sis Dies de 1967 va romandre sota l'ocupació israeliana. Des de la signatura de l'Acord d'Oslo II en 1995 el territori està administrat per l'Autoritat Nacional Palestina. La vila és adjacent al Mur de Cisjordània i a l'assentament israelià de Modi'in Illit. Se'l considera un feu de Fatah i molts funcionaris de l'ANP hi viuen.

## Sentències judicials
Bil'in es troba 4 km a l'est de la Línia Verda. El Mur de Cisjordània divideix la vila en dos, separant-la del 60 % de les seves terres agrícoles. En 2004 la Cort Internacional de Justícia va emetre una opinió consultiva que "la construcció del Mur d'Israel en el territori palestí ocupat és contrari al dret internacional".
El 2005, el cap del consell local de Bil'in, Ahmed Issa Abdullah Yassin, va contractar a l'advocat de drets humans israelià Michael Sfard per representar al poble en una petició al Tribunal Superior de Justícia. El 4 de setembre de 2007, la Cort va ordenar al govern que canviés la ruta del mur prop de Bil'in. El jutge Dorit Beinish va escriure en el seu discurs: "No estàvem convençuts que calgués que les raons de seguretat militar retinguin la ruta actual que passa per les terres de Bilin". El Ministeri de Defensa israelià va dir que respectaria la decisió i en 2011 començà a desmantellar una secció del Mur per reubicar-la al llarg d'una ruta alternativa.
En febrer de 2007 el Consell Suprem de Planificcació (SPC) per Judea i Samària "legalitzà" el que Haaretz va descriure aleshores com "el projecte de construcció il·legal més gran de Cisjordània", 42 edificis amb un total d'aproximadament 1.500 apartaments al barri de Matityahu East de l'assentament ultra-ortodox israelià de Modi'in Illit per empreses registrades canadenques Green Park i Green Mount, amb dues altres companyies, Ein Ami i Hefziba. Els edificis ja estaven en diverses etapes de construcció quan el SPC va anunciar la seva decisió. En resposta, Michael Sfard va presentar una petició en representació de Pau Ara i els residents de Bil'in al Tribunal Superior de Justícia (TSJ), que demana la suspensió de la construcció. El TSJ ja havia ordenat que la construcció i ocupació dels edificis es detinguessin l'any anterior basant-se en una altra petició dels residents de Bil'in i Pau Ara.
Sfard va al·legar que les autoritats de planificació, que s'havien negat a escoltar les reclamacions dels residents de Bil'in que pretenien demostrar la propietat de la terra, eren conscients de la il·legalitat de la construcció, però no ho van aturar i que el cos que administrava la reubicació del Mur planejava una carretera per obtenir centenars de dúnams de les terres agrícoles de Bil'in per a l'expansió de Modi'in Illit. El 5 de setembre de 2007, l'endemà que el TSJ va ordenar a l'estat que alterés la ruta d'uns 1.7 quilòmetres del Mur de Cisjordània, el tribunal va rebutjar la petició presentada un any i mig abans de la construcció de Mattityahu Est, i va determinar que els edificis existents podrien romandre, però va ordenar que els colons, l'estat i les empreses constructores paguin als peticionaris del NIS 160.000 en taxes judicials. La petició va afirmar que alguns dels terrenys en què es construïa eren propietat dels residents de Bil'in, però l'estat afirmava que la terra de Matityahu Est pertany a l'estat. Descrivint la sentència, Haaretz va informar que «el tribunal va basar la seva decisió sobre el fet que les peticions havien estat arxivades uns anys abans ... l'estat no eliminarà els centenars de colons que van assaltar els apartaments que havien comprat, després que es va fer evident que la companyia constructora Heftsiba s'havia esfondrat ... [i] el tribunal aparentment ha donat l'aprovació a l'statu quo actual a la zona: la part existent del barri continuarà vigent, però els plans per expandir el barri no es duran a terme.»
Mohammed Khatib, membre del Comitè Popular contra el Mur de Bil'in i el secretari del Consell del poble de Bil'in, va dir que «continuaran desafiant aquests assentaments en expansió perquè amenacen els futurs de Bil'in i el poble palestí.»
Segons la New Left Review, els assentaments al voltant de Bil'in estan sent finançats pels empresaris israelians Lev Leviev i Shaya Boymelgreen per promoure els seus interessos econòmics i polítics.

## Protestes setmanals

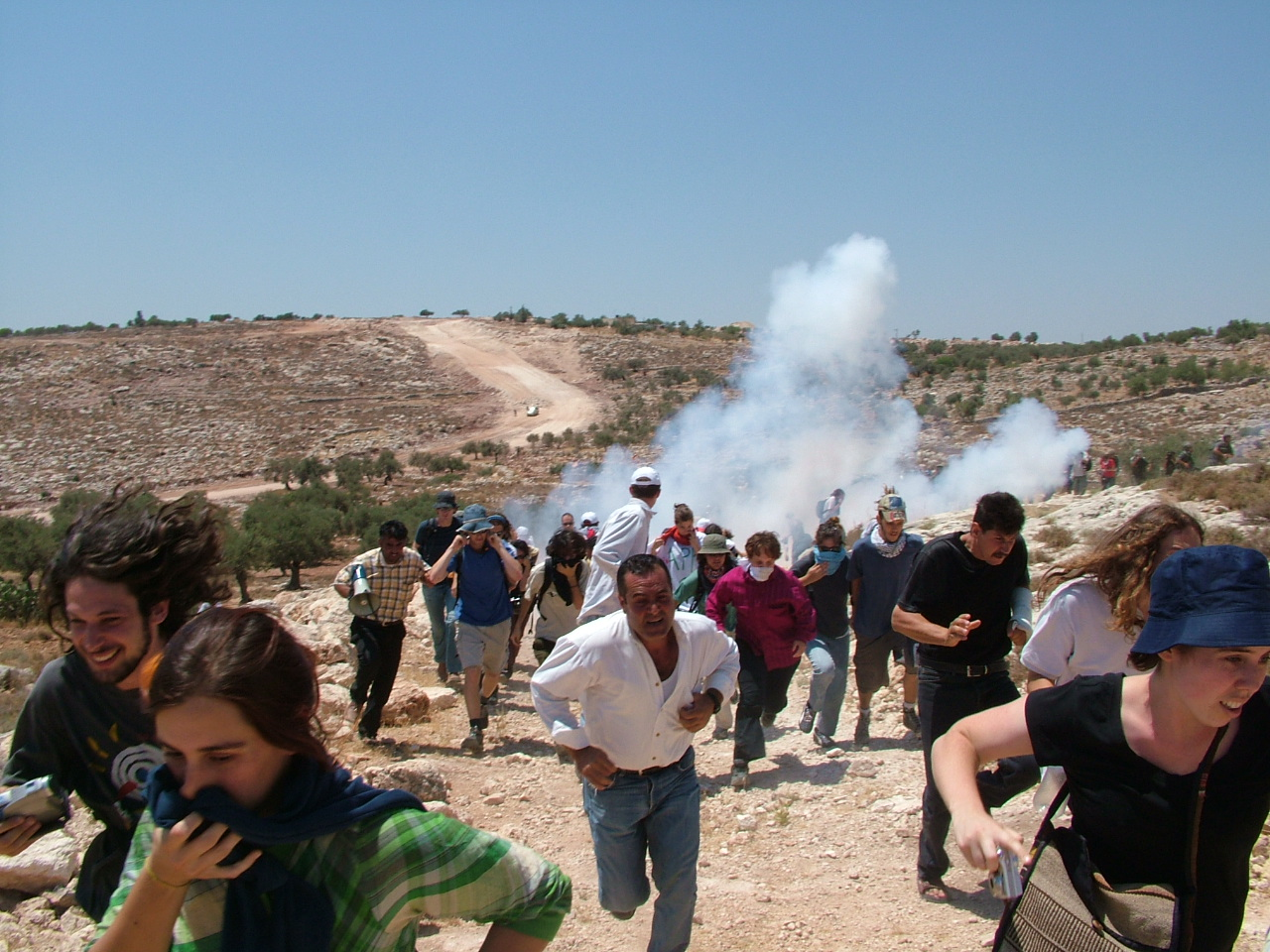
Una protesta de 2005 a Bil'in

Des de gener de 2005, el Comitè Popular de Bil'in contra el Mur, dirigit per Iyad Burnat, ha estat organitzant protestes setmanals contra la construcció del Mur de Cisjordània. Les protestes han atret l'atenció dels mitjans i la participació de nombroses organitzacions internacionals, així com grups d'esquerres israelians com Gush Shalom, Anarquistes contra el Mur i Moviment Internacional de Solidaritat. Les protestes prenen la forma de marxes des del poble fins al lloc de la muralla amb l'objectiu de detenir la construcció i el desmantellament de parts ja construïdes. Les forces israelianes sempre intervenen per evitar que els manifestants s'aproximin al mur, i la violència esclata ferint greument tant manifestants com soldats. Alguns manifestants portaven màscares antigas a les protestes. Les protestes setmanals, que duren un parell d'hores, recullen regularment a activistes internacionals que venen a donar suport al moviment palestí. Soldats israelians infiltrats van admetre el 2005 haver llançat pedres a altres soldats israelians per culpar-ne dels palestins, com a excusa per reprimir les protestes pacífiques dels palestins.

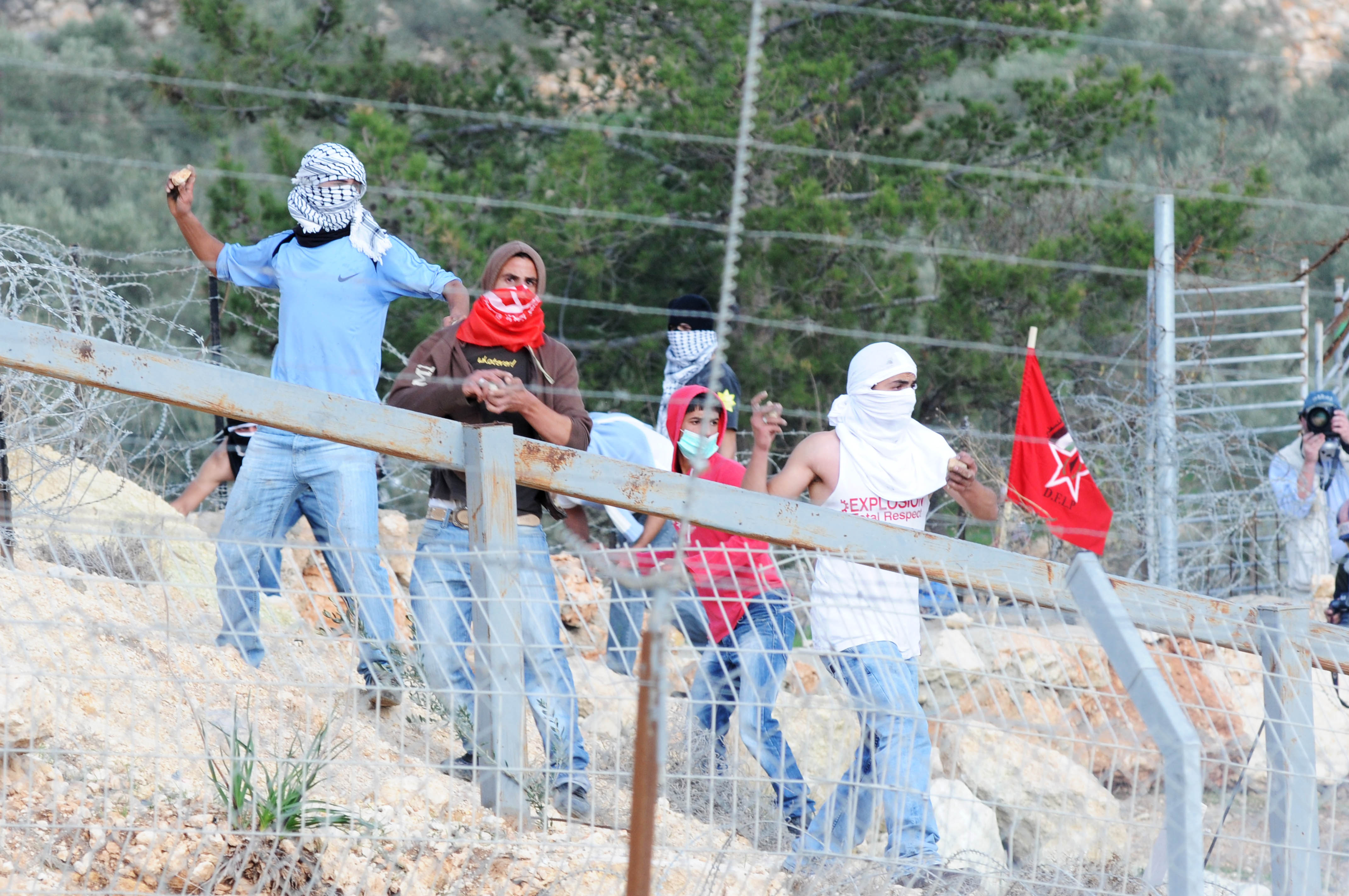
Manifestants llençant pedres a Bil'in

El juny de 2005, un soldat israelià va perdre un ull després d'haver estat colpejat per un manifestant llençador de pedres, però en el mateix incident s'usaren bales de goma i com a resultat set manifestants resultessin ferits, un dels quals també fou hospitalitzat.
Dues protestes de Bil'in a l'estiu de 2005 són descrites en detall pel periodista irlandès David Lynch en el seu llibre A Divided Paradise: An Irishman in the Holy Land. L'agost de 2006 una manifestació contra la guerra del Líban de 2006 va ser dispersada per la Policia de Fronteres d'Israel amb gasos lacrimògens i bales recobertes de cautxú. Un advocat israelià, Limor Goldstein, va resultar ferit greument després d'haver estat disparat dues vegades.
Les conferències que demostren solidaritat amb els manifestants es van celebrar al poble el febrer de 2006 i abril de 2007.
Mairead Maguire, que va guanyar el Premi Nobel de la pau el 1976 pel seu treball sobre el conflicte d'Irlanda del Nord, va ser colpejada a la cama per una bala recoberta de cautxú i, segons sembla, va inhalar grans quantitats de gas lacrimogen durant una manifestació l'abril de 2007.

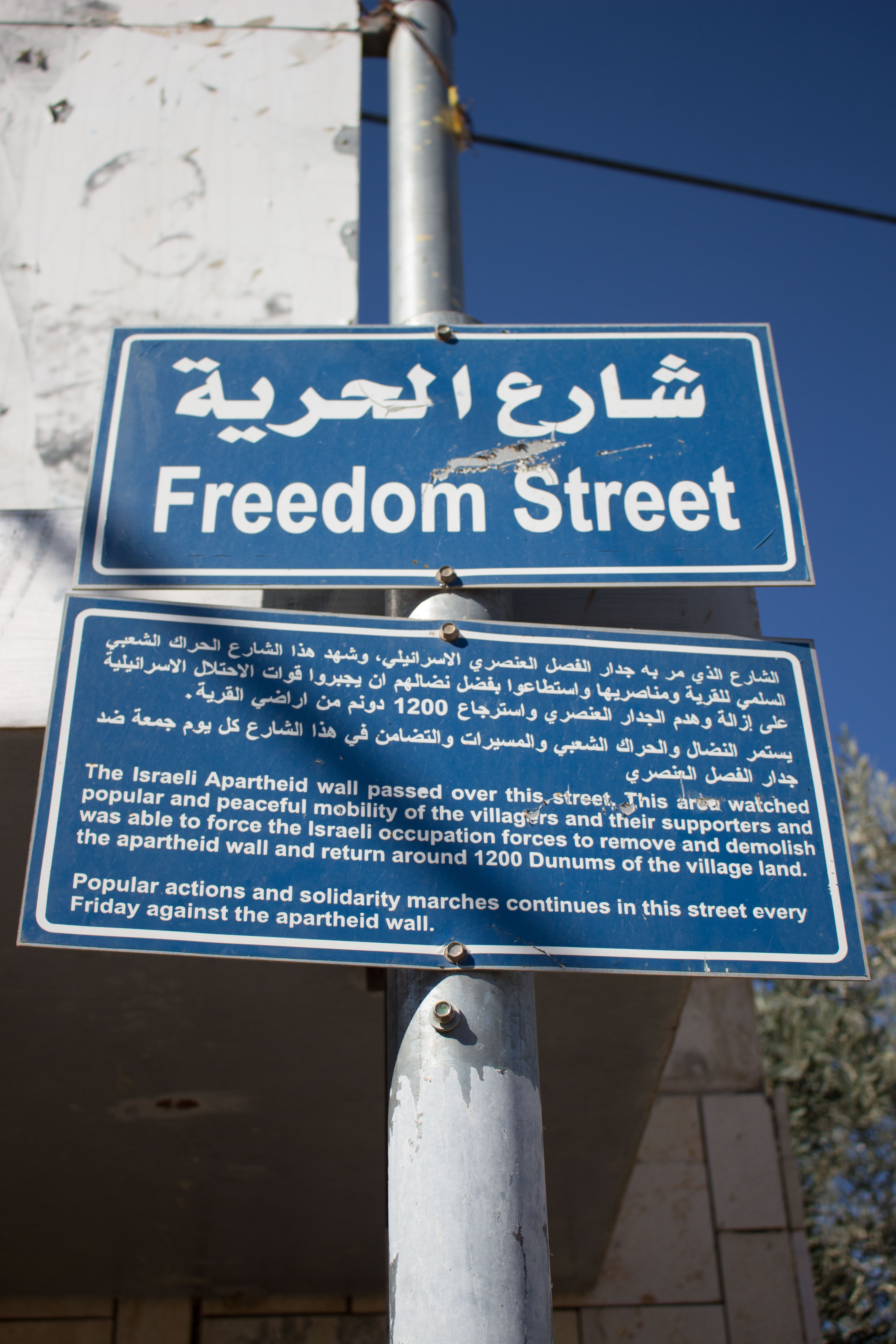
Carrer de la Llibertat, a Bil'in

El juny de 2008, la vicepresidenta Parlament Europeu, Luisa Morgantini i Julio Toscano, un jutge italià, van resultar ferits a Bil'in. L'abril de 2009, un resident de Bil'in, Bassem Ibrahim Abu-Rahma fou mort després de ser colpejat al pit per un contenidor de gas lacrimògen d'alta velocitat.
Abdullah Abu Rahma, coordinador del Comitè Popular de Bil'in Contra el Mur, va ser arrestat al desembre de 2009 després d'organitzar una exhibició de munició usada contra els manifestants. Va ser acusat de possessió d'armes israelianes, incitació i llançament de pedres als soldats de les FDI, i es va presentar davant un tribunal militar israelià que el va declarar culpable, segons Amnistia Internacional amb "proves qüestionables" d'"organitzar i participar en una manifestació il·legal" i "incitació". El testimoni contra ell es basava en al·legacions i posteriorment es va retirar a la cort com si s'hagués fet sota pressió, per tres nois als que havia encoratjat llençar pedres. Desmond Tutu va instar Israel a alliberar-lo. El va ser apresat el 18 de novembre de 2010, posat en detenció, i el gener de 2010 es va prorrogar la seva condemna durant quatre mesos. Va complir 15 mesos a la presó israeliana d'Ofer. Ha estat caracteritzat per David Shulman com a exponent dels principis de no-violència de Gandhi. La revista +972 magazine el va escollir com a persona de l'any en 2010.
El 15 de març de 2010 soldats israelians van entrar a Bil'in per publicar notificacions declarant una zona militar tancada formada per les àrees entre el Mur i la ciutat. L'ordre imposa el tancament els divendres entre 08:00 i 20:00 quan es produeixen les protestes. Mentre que el tancament no s'aplica als residents palestins de Bil'in, s'ha prohibit als ciutadans israelians i internacionals d'entrar a la zona.
Una pel·lícula que retrata les protestes des de la perspectiva de la gent de Bil'in durant molts anys a partir del 2005 anomenada 5 Broken Cameras, d'Emad Burnat i Guy Davidi esdevingué popular després de la seva exhibició al Festival de Cinema de Sundance de 2012, guanyant el Premi Director del Documental del Festival Mundial de Cinema. It was nominated for Best Documentary Feature in the 85th Academy Awards.
Durant el judici de Mohammed Barakeh en 2012 soldats infiltrats del FDI van declarar que havien llançat pedres contra altres soldats de les FDI durant les manifestacions de Bil'in.

### Morts

#### Bassem Abu Rahmeh
El 17 d'abril de 2009 Bassem Abu Rahmeh, de 29 anys, va ser assassinat després d'haver estat colpejat al pit per un tub de gas lacrimogen disparat per forces israelianes durant una protesta a Bil'in.
La seva mort es representa a la pel·lícula de 2011 5 Broken Cameras. B'tselem ha afirmat que tres vídeos separats de la protesta en què va ser assassinat demostren que no va actuar violentament ni va posar en perill la vida dels soldats israelians quan va ser assassinat. El fiscal general d'Israel va tancar la investigació el setembre de 2013 i va declarar que hi havia una manca d'evidències. La decisió de tancar el cas va ser recorreguda per dos advocats, Emily Schaeffer Omer-Man i Michael Sfard, en nom de la família, que van acusar les autoritats de reluctància. L'1 d'abril de 2015, la jutgessa Menny Mazuz va dictaminar que l'Estat havia de presentar la seva resposta a la petició abans del 25 de maig.

#### Jawaher Abu Rahma
El 31 de desembre de 2010, Jawaher Abu Rahma (36) va morir després d'una protesta setmanal. Segons informes, va resultar greument ferit en un atac de gasos lacrimògens durant la manifestació. La causa exacta de la mort és qüestionada. Altres informes el situen a casa en el moment de l'incident, a uns centenars de metres. Va ser traslladat a un hospital de Ramal·lah després de rebre el gas, no va respondre al tractament i va morir l'endemà. Els membres de l'exèrcit israelià (IDF) van declarar que no hi havia evidències que Rahma participés en la protesta, o que el gas lacrimogen l'havia matat i va declarar que hi havia irregularitats en l'informe mèdic de l'Autoritat Palestina sobre la mort de Rahma. Els soldats de les FDI referenciats en les històries romanen sense nom. Alguns jueus israelians a Tel-Aviv que estaven protestant contra la presumpta implicació de la FID en la mort van ser arrestats per la policia israeliana l'1 de gener de 2011 a la seu del Ministeri de Defensa d'Israel.
Segons un informe mèdic publicat "no hi va haver una causa clara de mort, l'enterrament es va realitzar a través d'un procediment accelerat i no es va realitzar cap post-mortem. La informació també revela que Abu-Rahma va rebre una quantitat inusual de drogues, usades per oferir tractament contra l'enverinament, la sobredosi de fàrmacs o la leucèmia." Tanmateix, un portaveu de les FDI va negar que Abu-Rahma morís per negligència mèdica.